# 田村総一朗
田村 総一朗（たむら そういちろう）は、アダルトビデオメーカー「桃太郎映像出版」の社員でありながら、AV監督を務め、現在400タイトルを超える作品を世に送り出している。

## 人物
- 初期は「酔娘伝」「ひとひらの旅」など、AV女優と二人だけの時間を大切にする作品を多く手がけ、その後はアナル物などコアな作品にを多く手がけている。
- 本人の雑誌等でのインタビューを見ると、特に影響を受けたのは「エマニエル夫人」、好きな映画監督はパゾリーニと、ソフトとハードなエロティシズムどちらも好きなようである。
- 現在は、人妻作品を中心に作品をリリース。
- 以前、サンケイスポーツ、内外タイムスなどでコラムを連載していた。
- イベント参加も多かったが、最近の活動数は少ない。
- ヨーロッパの音楽が好きで、以前はその関心度をブログで紹介していた。特にフランス音楽に精通しており、ミッシェル・ポルナレフとアンドシーヌの記載が多い。

## 代表作
- 『ひとひらの旅』シリーズ
- 『人妻の本音』シリーズ
- 『燃エル人妻』シリーズ（麻生岬、ほか）
- 『浮気妻』シリーズ（松本亜璃沙、石黒京香、ほか）
- 『酔娘伝』シリーズ（藍山みなみ、日高ゆりあ、桜田由加里、後藤まみ、眞雪ゆん、ほか）
- 『撮影現場からGET!!』シリーズ（菊池麗子、木村沙恵、ほか）
- 『体感ファックif...』シリーズ（宮地奈々、藍山みなみ、ほか）
- 『Slave&Master』シリーズ（華美月、姫宮ラム、ほか）
- 『DEEP INSIDE HOLE』シリーズ（天衣みつ、ほか）
- 『Eros 肉棒の虜』シリーズ（立花里子、ほか）
- 『Ricoに犯られちゃいました』（Rico）
- 『堕・パイパン　2穴貫通剃毛中出し』（高原智美）
- 『ぬるぬる』（亜紗美）
- 『ファイナル・ファック』（藍山みなみ）AV卒業作品
- 『タイムスリップコスプレックス'80』（桜朱音）